# Ślimak Pascala
Ślimak Pascala – krzywa algebraiczna, konchoida dla okręgu.

## Opis matematyczny
Krzywa ta dana jest następującym równaniem:
{\displaystyle (x^{2}+y^{2}-2rx)^{2}-l^{2}(x^{2}+y^{2})=0,}
gdzie:
{\displaystyle r} – promień danego okręgu,
{\displaystyle r>0,\;l>0.}
Krzywa ta we współrzędnych biegunowych ma postać:
{\displaystyle \varrho =2r\cos \varphi +l,}
a jej postać parametryczna dana jest wzorami:
{\displaystyle {\begin{cases}x=2r\cos ^{2}\varphi +l\cos \varphi \\y=2r\cos \varphi \sin \varphi +l\sin \varphi \end{cases}}.}
Dla różnych {\displaystyle r} krzywa przyjmuje kształt:

### Przypadki szczególne
Ślimak Pascala, dla którego {\displaystyle 2r=l} nazywany jest kardioidą.